# Mitsubishi Regional Jet
Mitsubishi Regional Jet (MRJ) — регіональний реактивний літак, що розробляється японською компанією Mitsubishi Aircraft Corporation, підрозділ Mitsubishi Heavy Industries.
Перша поставка MRJ стартовому замовнику — японському перевізнику All Nippon Airways (ANA), відбулася у I кварталі 2014 року.
Прямі конкуренти MRJ — літаки Embraer серії E-170 — E-195, Bombardier CRJ-700 серії — CRJ-1000, Sukhoi Superjet 100, ACAC ARJ21-700 Xiangfeng, Ан-148, Ан-158.
У 2023 програму було закрито.

## Проєктування і розробка

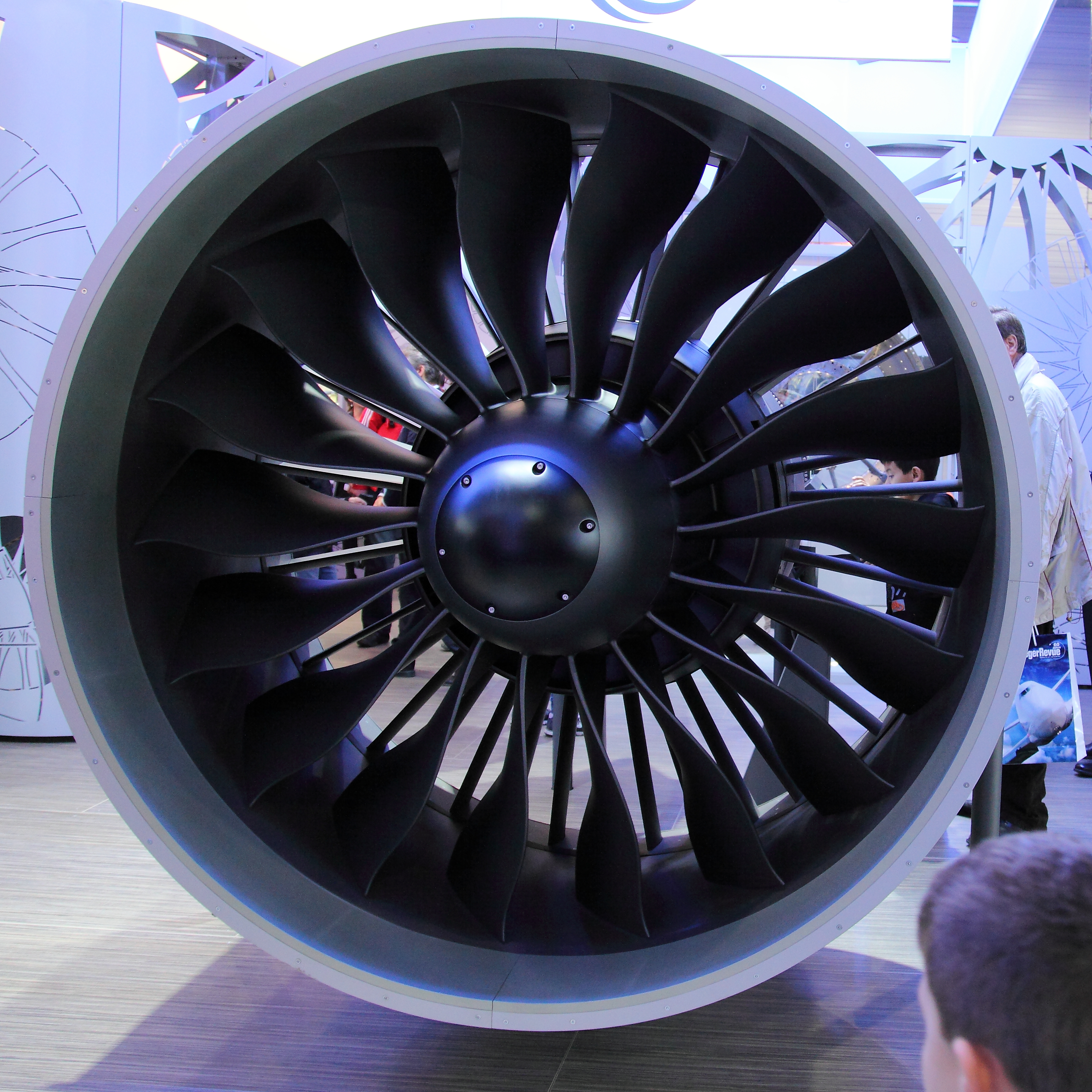
Двигун Pratt & Whitney PW1000G

MRJ використовує двоконтурний двигун "Pratt & Whitney" PW1000G. Очікувалося, що цей літак стане першим регіональним реактивним літаком, що мав би вуглецеве волокно композитних матеріалів в планері в значних кількостях.
Однак, в конструкції літака відбувся переворот — у вересні 2009 року Mitsubishi оголосила, що вона буде використовувати алюміній для його крила замість композитного матеріалу.
Вуглецеві волокна складових частин тепер складають всього 10-15 % маси літака, в основному навколо хвостової частини. Ця зміна, збільшила висоту кабіни 1.5in (3,81 см) 80.5in (204,47 см) і фюзеляж збільшило у висоту 116.5in (295,91 см). Це дало MRJ універсальний салон, який ширше і вище конкурентних літаків виробництва Bombardier і Embraer.
Макет кабіни та масштабна модель була представлена на 47-му Паризькому авіасалоні в червні 2007 року. Тоді ж компанія вирішила офіційно запропонувати літак для продажу потенційним клієнтам.
15 вересня 2010 Mitsubishi Corporation оголосила, що вона вступила в фазу виробництва креслення літака і продовжує діяти у виробничому процесі.
Збірка першого літака почалася в квітні 2011 року.
Виробництво розпочато в 2012 році. Перший політ відбувся у 2013 році.
Першим замовником став All Nippon Airways, який бажав придбати 15 MRJ 90, а також опціон для ще 10. 13 грудня 2012 р. американська авіакомпанія SkyWest підписала контракт на постачання 100 регіональних літаків виробництва японської Mitsubishi Aircraft.

## Варіанти
Існує чотири версії з використанням двох різних довжин фюзеляжу. 
Двома основними варіантами літак повинні стати MRJ 70 (місткість близько 70 місць) і MRJ 90 (подовжений фюзеляж місткістю близько 90 пасажирів). MRJ70 має пасажиромісткість 70-80 пасажирів, MRJ90 має пасажиромісткість 86-96 пасажирів. Останній варіант також має варіанти зі збільшеною дальністю польоту MRJ 90ER і MRJ 90LR.

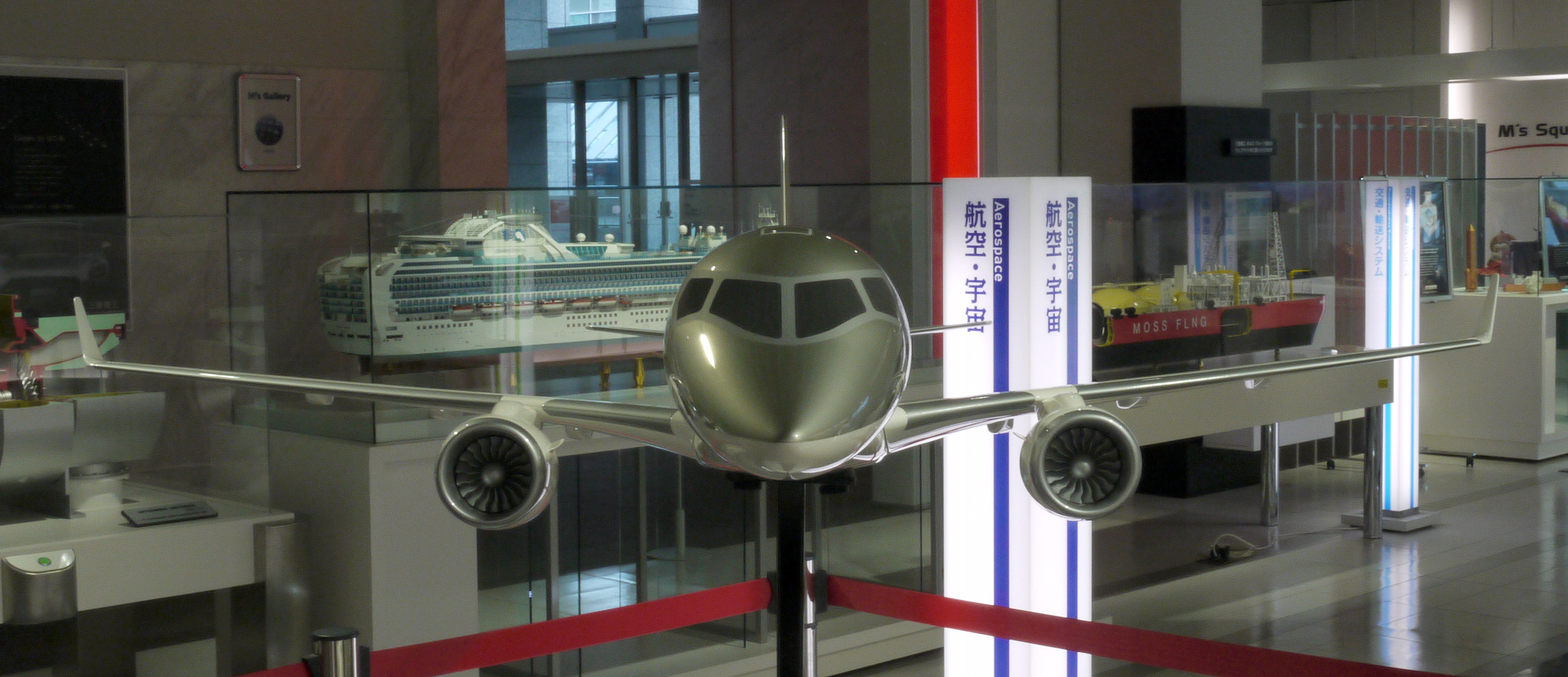
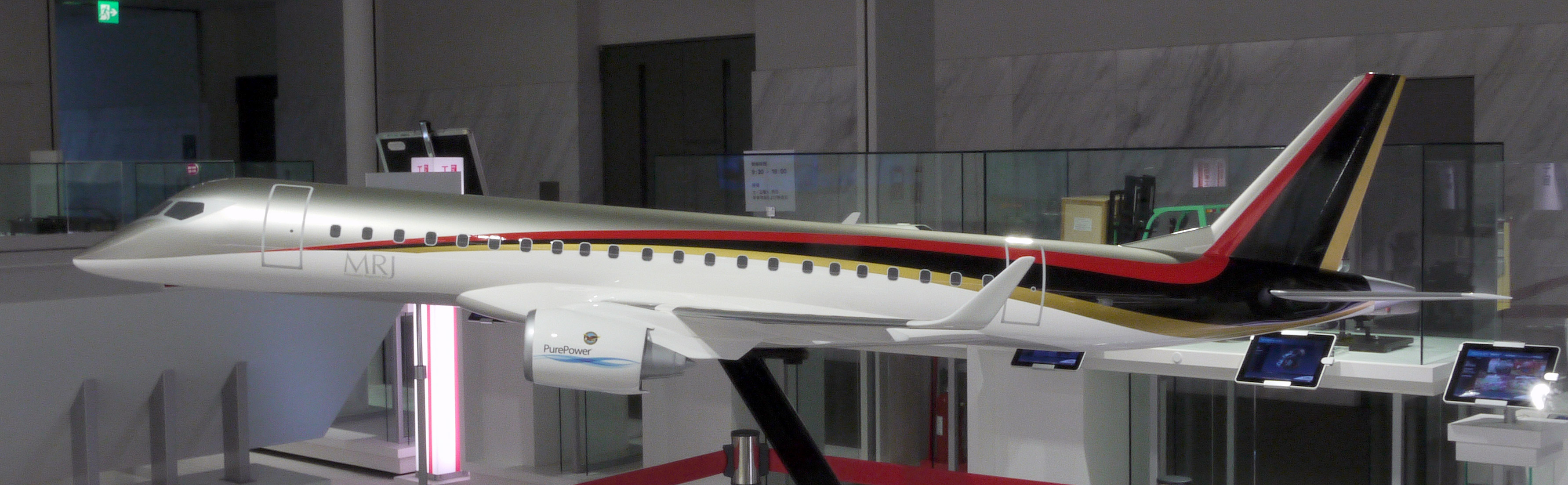
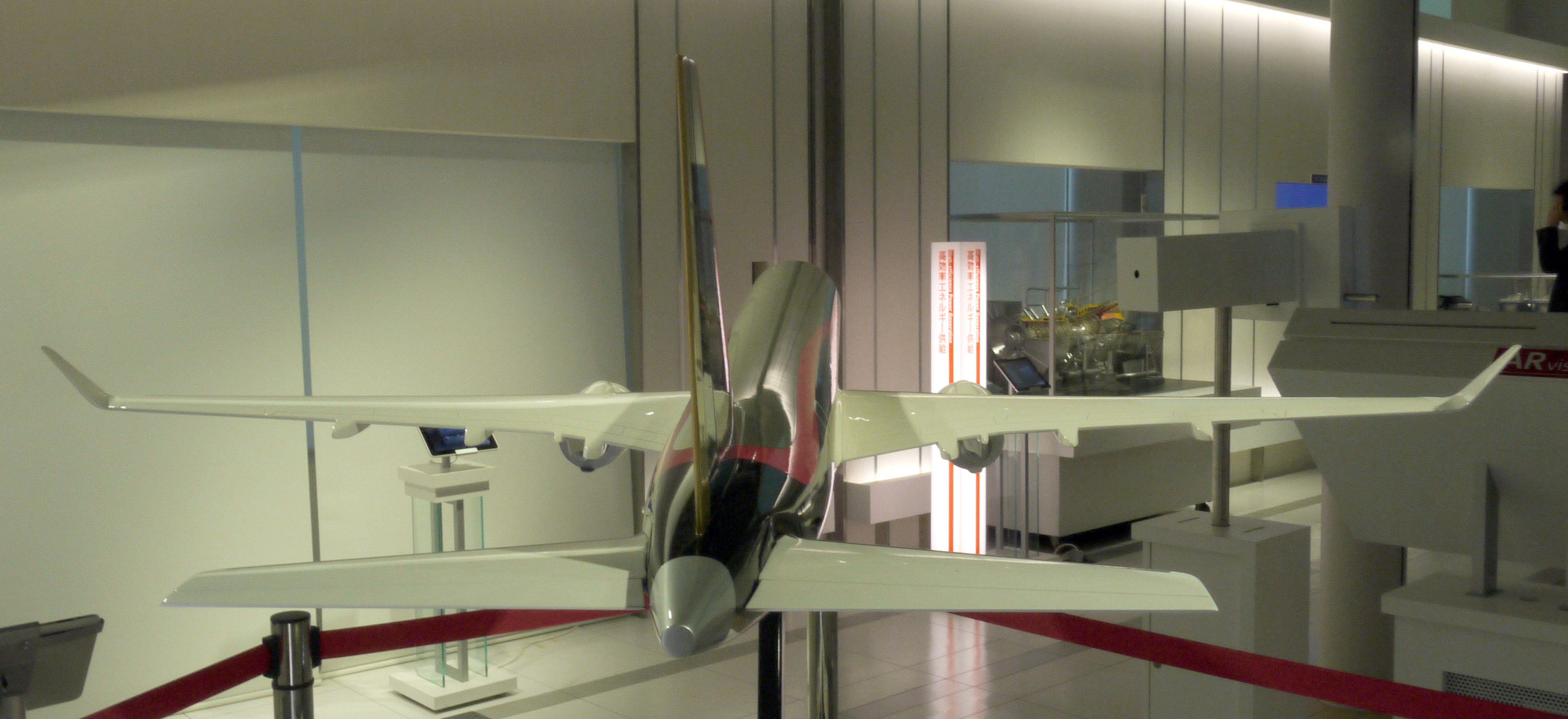
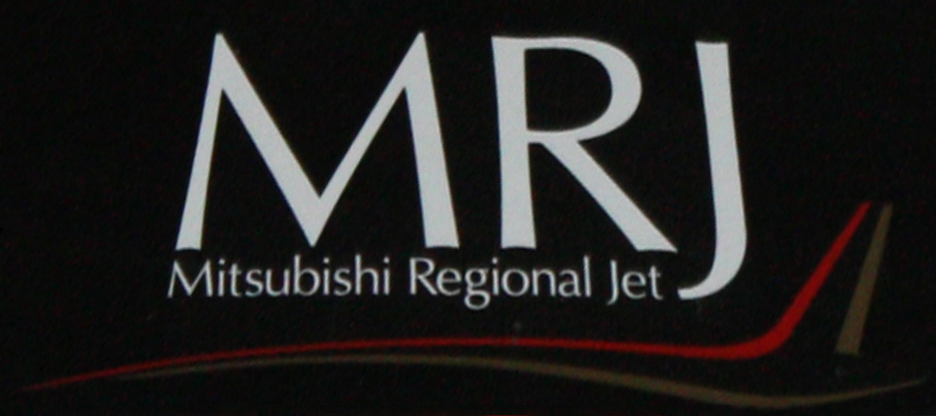

|                             | MRJ 70STD                                                                    | MRJ 70ER                                                                     | MRJ 70LR                                                                     | MRJ 90STD                                                                    | MRJ 90ER                                                                     | MRJ 90LR                                                                     |
| --------------------------- | ---------------------------------------------------------------------------- | ---------------------------------------------------------------------------- | ---------------------------------------------------------------------------- | ---------------------------------------------------------------------------- | ---------------------------------------------------------------------------- | ---------------------------------------------------------------------------- |
| Пасажиромісткість           | 78                                                                           | 78                                                                           | 78                                                                           | 92                                                                           | 92                                                                           | 92                                                                           |
| Довжина                     | 33.4 м (109.6 ft)                                                            | 33.4 м (109.6 ft)                                                            | 33.4 м (109.6 ft)                                                            | 35.8 м (117.4 ft)                                                            | 35.8 м (117.4 ft)                                                            | 35.8 м (117.4 ft)                                                            |
| Розмах крил                 | 29.2 м (95.9 ft)                                                             | 29.2 м (95.9 ft)                                                             | 29.2 м (95.9 ft)                                                             | 29.2 м (95.9 ft)                                                             | 29.2 м (95.9 ft)                                                             | 29.2 м (95.9 ft)                                                             |
| Висота на стоянці           | 10.5 м (34.4 ft)                                                             | 10.5 м (34.4 ft)                                                             | 10.5 м (34.4 ft)                                                             | 10.5 м (34.4 ft)                                                             | 10.5 м (34.4 ft)                                                             | 10.5 м (34.4 ft)                                                             |
| Максимальна злітна маса     | 36,850 кг (81,240 lb)                                                        | 38,995 кг (85,969 lb)                                                        | 40,200 кг (88,626 lb)                                                        | 39,600 кг (87,303 lb)                                                        | 40,995 кг (90,378 lb)                                                        | 42,800 кг (94,358 lb)                                                        |
| Максимальна посадкова маса  | 36,200 кг (79,807 lb)                                                        | 36,200 кг (79,807 lb)                                                        | 36,200 кг (79,807 lb)                                                        | 38,000 кг (83,776 lb)                                                        | 38,000 кг (83,776 lb)                                                        | 38,000 кг (83,776 lb)                                                        |
| Маса порожнього             | 21,700 кг ? (47,800 lb)                                                      | 21,700 кг ? (47,800 lb)                                                      | 21,700 кг ? (47,800 lb)                                                      | 22,600 кг ? (49,800 lb)                                                      | 22,600 кг ? (49,800 lb)                                                      | 22,600 кг ? (49,800 lb)                                                      |
| Дальність польоту           | 1,530 км                                                                     | 2,730 км                                                                     | 3,380 км                                                                     | 1,670 км                                                                     | 2,400 км                                                                     | 3,310 км                                                                     |
| Крейсерська швидкість       | Mach 0.78 (515 миль/год, 828 км/год.) макс. 0.82 (563 миль/год, 906 км/год.) | Mach 0.78 (515 миль/год, 828 км/год.) макс. 0.82 (563 миль/год, 906 км/год.) | Mach 0.78 (515 миль/год, 828 км/год.) макс. 0.82 (563 миль/год, 906 км/год.) | Mach 0.78 (515 миль/год, 828 км/год.) макс. 0.82 (563 миль/год, 906 км/год.) | Mach 0.78 (515 миль/год, 828 км/год.) макс. 0.82 (563 миль/год, 906 км/год.) | Mach 0.78 (515 миль/год, 828 км/год.) макс. 0.82 (563 миль/год, 906 км/год.) |
| Затребувана ЗПС для злету   | 1,450 м                                                                      | 1,620 м                                                                      | 1,720 м                                                                      | 1,490 м                                                                      | 1,600 м                                                                      | 1,740 м                                                                      |
| Затребувана ЗПС для посадки | 1,430 м                                                                      | 1,430 м                                                                      | 1,430 м                                                                      | 1,480 м                                                                      | 1,480 м                                                                      | 1,480 м                                                                      |
| Ширина салону               | 2.76 м (108.5 in.)                                                           | 2.76 м (108.5 in.)                                                           | 2.76 м (108.5 in.)                                                           | 2.76 м (108.5 in.)                                                           | 2.76 м (108.5 in.)                                                           | 2.76 м (108.5 in.)                                                           |
| Двигуни (2x)                | Pratt & Whitney PW1217G                                                      | Pratt & Whitney PW1217G                                                      | Pratt & Whitney PW1217G                                                      | Pratt & Whitney PW1217G                                                      | Pratt & Whitney PW1217G                                                      | Pratt & Whitney PW1217G                                                      |
| Тяга двигунів               | 69.3 kN (15,600 lbf) × 2                                                     | 69.3 kN (15,600 lbf) × 2                                                     | 69.3 kN (15,600 lbf) × 2                                                     | 78.2 kN (17,600 lbf) × 2                                                     | 78.2 kN (17,600 lbf) × 2                                                     | 78.2 kN (17,600 lbf) × 2                                                     |

## Виробництво
5 квітня 2011 в Токіо — Mitsubishi Heavy Industries Ltd (MHI) і авіабудівна корпорація Mitsubishi Aircraft оголосили про початок спільної роботи над реактивним літаком нового покоління Mitsubishi Regional Jet (MRJ). Перший політ літака запланований на 2012 рік.
Початок збірки на MRJ означав, що процес розробки літака перейшов на новий рівень. У подальшому MHI, на додачу до виробництва MRJ, складання основних компонентів, в тому числі фюзеляжу, крил і хвоста, також буде встановлювати обладнання, раніше отриманого від партнерів, які також працюють над цим проєктом. 
The Mitsubishi Regional Jet (MRJ) бачився компанії MHI новим поколінням літаків регіонального значення з кількістю посажиромісць 70-90.
Виставляючи на передній план сучасний аеродинамічний дизайн, технології аналізу шуму і якісно нового двигуна, MRJ пропонувала значне скорочення витрат палива, рівня шуму та викидів, отже, підвищення конкурентоспроможності та прибутковості авіакомпанії. У MRJ переважатиме конфігурація чотирьох сидінь в ряд, великого верхнього багажного відсіку салону, а також оснащення інноваційними тонкими сидіннями, які пропонуватимуть підвищений комфорт для пасажирів.

## Закриття програми
Сертифікація SpaceJet за планами мала б статися в 2012 році, але лише наприкінці 2015 році прототип міг здійснити перший політ. Програма випробувань виявила перші недоліки - крило було недостатньо міцним, а шасі вимагало перепроектування для підвищення безпеки. Нові проблеми виникли з сертифікацією авіоніки та розташування дротів. Їх вдалося вирішили на початку 2018 року. Сертифікація майже вийшла на фінішну пряму, але в цей момент видатки на програму вже перевищували можливий заробіток.
Лише у березні 2020 року прототип літака Mitsubishi SpaceJet M90 в остаточній сертифікаційній конфігурації здійснив перший політ. Після завершення першого польоту ВС корпорації Mitsubishi Aircraft повідомила, що тепер готова вступити в завершальну фазу сертифікаційних літніх випробувань M90.
В 2020 році через кризу в галузі подорожей та туризму у зв'язку з пандемію COVID-19, Mitsubishi почала скорочувати видатки на програму SpaceJet. У 2021 році компанія звільнила 95% робітників, задіяних в проекті. А офіційно програму SpaceJet закрили в лютому 2023 року через невизначеність попиту на ринку регіональних літаків.